# 钱景仁
钱景仁（1935年7月23日—），男，江苏吴江人，中国光纤科学家、政治人物，中国科学技术大学教授，中国国民党革命委员会中央委员会原常务委员，安徽省政协原副主席，第八、九、十届全国政协委员。